# Sadykierz (Stąporków)
Sadykierz – dzielnica w północno-zachodniej części miasta Stąporkowa w woj. świętokrzyskim, w powiecie koneckim. Rozpościera się wzdłuż ulicy Kościuszki na wzór ulicówki. Do 1954 roku samodzielna wieś.

## Historia
Sadykierz to dawna miejscowość związana z Grzybowem. W latach 1867–1954 należał do gminy Duraczów w powiecie koneckim, początkowo w guberni kieleckiej, a od 1919 w woj. kieleckim. 1 kwietnia 1939 wraz z główną częścią powiatu koneckiego został włączony do woj. łódzkiego.
Podczas II wojny światowej włączony do Generalnego Gubernatorstwa (dystrykt radomski). Po wojnie początkowo w województwie łódzkim, a od 6 lipca 1950 ponownie w województwa kieleckim. Dopiero po wojnie Sadykierz ustanowił odrębną od Grzybowa gromadę, jedną z 23 w gminie Duraczów w powiecie koneckim.
W związku z reformą znoszącą gminy jesienią 1954 roku, Sadykierz włączono do nowo utworzonej gromady Stąporków Nowy, z siedzibą w Stąporkowie Nowym. W skład gromady Stąporków Nowy weszły: Sadykierz i Stąporków (Stary) ze zniesionej gminy Duraczów oraz Nieborów, Koprusa, Miła, Stąporków Nowy i Wołów ze zniesionej gminy Odrowąż. 
Gromada Stąporków Nowy przetrwała zaledwie sześć tygodni, bo już 13 listopada 1954 zniesiono ją w związku z nadaniem jej statusu osiedla o nazwie Stąporków,przez co Sadykierz stał się integralną częścią Stąporkowa. 1 stycznia 1967 osiedlu Stąporków nadano status miasta, w związku z czym Sadykierz stał się obszarem miejskim.